# Sala Kazimierza Wielkiego na Wawelu

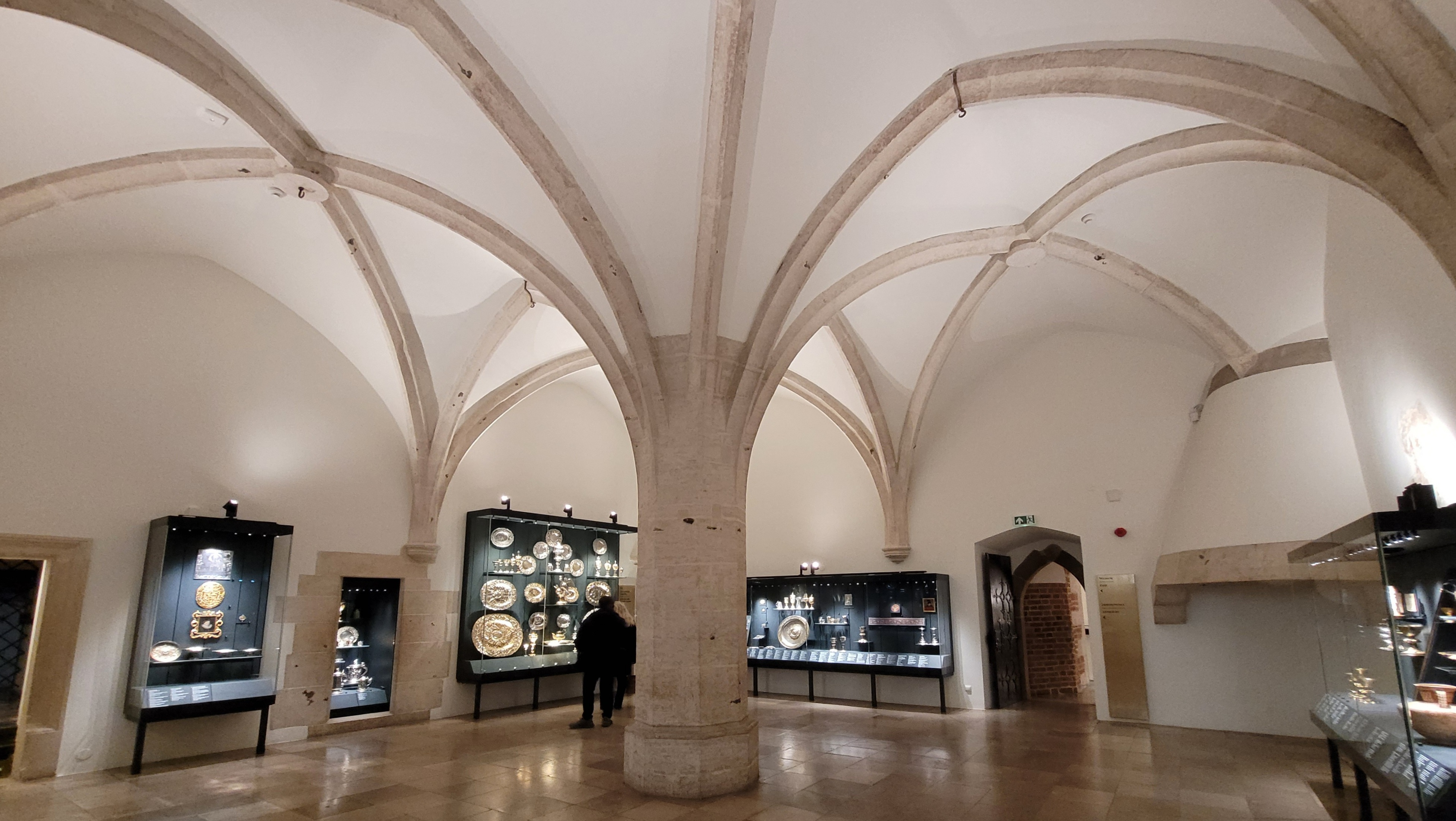
Sala Kazimierza Wielkiego widok ogólny

Sala Kazimierza Wielkiego – jedna z sal Zamku Królewskiego na Wawelu, zajmująca parter XIV-wiecznej wieży Łokietkowej, przebudowanej przez Kazimierza Wielkiego (stąd jej nazwa). Obecnie wchodzi w skład ekspozycji Skarbca Koronnego i jest pierwszym jej pomieszczeniem. 
W sali tej eksponowane są wyroby złotnicze, przedmioty z kości słoniowej, medale i inne. 